# Cneu Calpúrnio Pisão (cônsul em 23 a.C.)
Cneu Calpúrnio Pisão (em latim: Gnaeus Calpurnius Piso) foi um senador romano ativo durante o século I a.C.. Partidário dos optimates, foi contrário ao Primeiro Triunvirato e perseguiu Pompeu e seus partidários. Durante a guerra civil subsequente, Pisão esteve presente em alguns dos conflitos. Em 44 a.C., com a morte de Júlio César, aliou-se aos liberatores e juntou-se aos exércitos de Caio Cássio Longino e Marco Júnio Bruto. Com a derrota deles em Filipos, foi perdoado e afastou-se da vida pública até 23 a.C., quando foi nomeado pelo imperador Augusto (r. 27 a.C.–14 d.C.) como cônsul.

## Biografia

### Começo da carreira

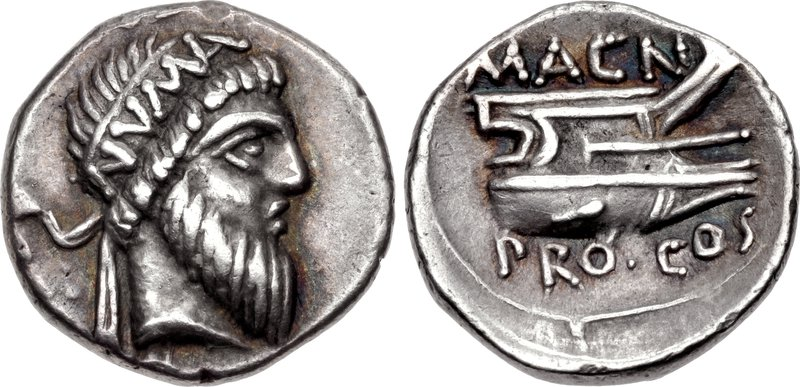
Denário do verão de, cunhado por Pompeu com a efígie de Numa Pompílio.

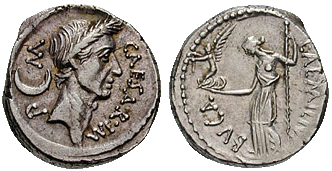
Denário de, mostrando Júlio César no anverso e a deusa Vênus no reverso

Calpúrnio Pisão era filho de Cneu Calpúrnio Pisão, um legado e proquestor de Pompeu. Calpúrnio casou-se com uma filha de um Marco Popílio e eles tiveram ao menos dois filhos: Cneu Calpúrnio Pisão, cônsul em 7 a.C., e Lúcio Calpúrnio Pisão, cônsul em 1 a.C.. Um defensor da tradicional elite senatorial e um oponente do Primeiro Triunvirato, ele aparece pela primeira vez em algum momento durante os anos 50 a.C., quando perseguiu Caio Manílio Crispo, um tribuno da plebe que estava a serviço de Pompeu. Embora Crispo fosse obviamente culpado, a influência de Pompeu tornou a absolvição cada vez mais provável. Calpúrnio Pisão, frustrado, começou a acusar Pompeu de uma série de acusações graves no decorrer do julgamento. Quando Pompeu perguntou a Calpúrnio Pisão porquê ele não o processou também, Pisão retorquiu:
| “ | Dê-me uma garantia que você não empreenderá uma guerra civil contra a República se vocês forem processados, e eu vou, desde já, enviar o jurista para condená-lo e enviá-lo em exílio ao invés de Manílio. | ” |

Com Pompeu se juntando aos senadores conservadores e a eclosão da guerra civil contra Júlio César, Calpúrnio Pisão foi enviado para a Hispânia Ulterior em 49 a.C., onde serviu como um proquestor sob os legados de Pompeu. A derrota das forças de Pompeu fez Calpúrnio Pisão partir para o Norte da África. Em 46 a.C., serviu sob Quinto Cecílio Metelo Pio Cipião Násica e a ele foi dado o comando da cavalaria moura. Com a derrota republicana na batalha de Tapso, ele parece ter chegado a um acordo com a vitória de César, mas com o assassinato do ditador em 44 a.C., ele aliou-se aos liberatores, juntando-se aos exércitos de Caio Cássio Longino e Marco Júnio Bruto. Após a derrota deles na batalha de Filipos em 42 a.C., Pisão acabou sendo perdoado. Contudo, em seu retorno para Roma, recusou participar na arena política sob a dominância do herdeiro de César, Otaviano (o futuro Augusto) e retirou-se da vida política ativa.

### Crise sucessória de23 a.C.

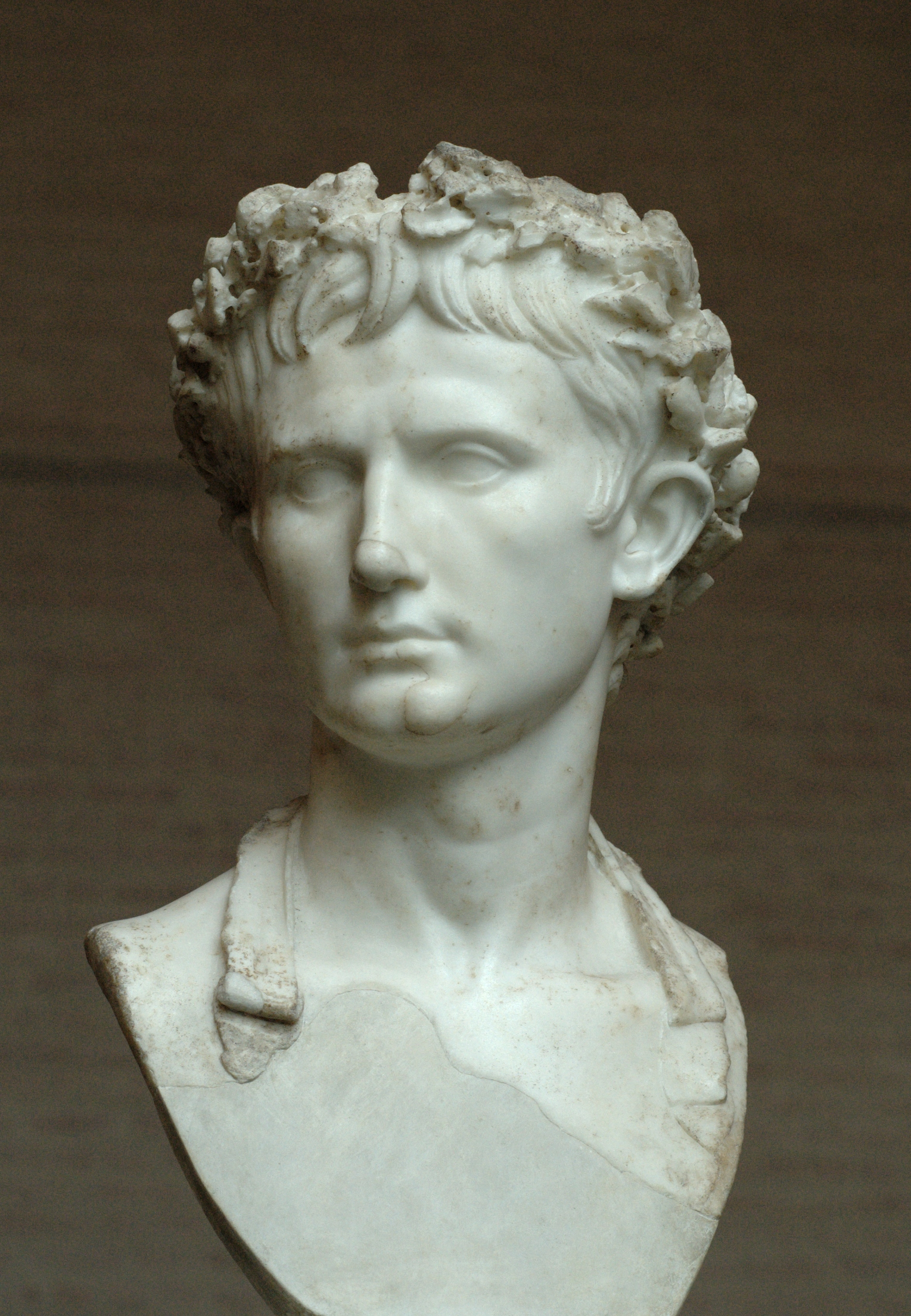
Augusto com a coroa cívica,
na. Gliptoteca de Munique

Em 23 a.C., a dominância de Augusto começou a causar algumas dificuldades políticas ao imperador, que foram aumentadas por seu desejo aparente de preparar seu sobrinho, Marco Cláudio Marcelo, como seu herdeiro político. Problemas na aliança política entre Augusto, Lívia Drusa, Caio Cílnio Mecenas e Marco Vipsânio Agripa sobre seus planos de sucessão permitiu Augusto procurar apoio potencial dentro do senado. Com a morte do cônsul eleito Aulo Terêncio Varrão Murena antes de assumir o cargo, Augusto ofereceu o posto para o notório republicano e adversário imperial, Calpúrnio Pisão.
Embora Augusto claramente esperasse trazer Pisão para seu lado e, no processo não apenas desviar a atenção de Marcelo, mas também reforçar a ficção de que a república ainda funcionava, é incerto o motivo pelo qual Pisão aceitou o papel após tantos anos de rejeição da legitimidade do principado. As explicações variam de um senso de dever público à ressurreição de suas ambições políticas e até à ressurreição da dignitas de sua família após um longo período de obscuridade, com a esperança de o consulado ser oferecido aos seus dois filhos.
Contudo, no decorrer do ano, Augusto ficou seriamente doente. Ele desistiu do consulado e, como sua condição piorou, começou a fazer planos para a estabilidade do Estado caso morresse. Augusto entregou a Pisão, seu co-cônsul, todos os seus documentos oficiais, um registro das finanças públicas e autoridade sobre tropas listadas nas províncias, declarando sua intenção de que Pisão, como cônsul, deveria garantir a funcionalidade do Estado pela duração de seu consulado. Porém, o anel de sinete de Augusto foi entregue para Agripa, uma indicação clara que as legiões o seguiriam e não Pisão.